# ヴィール・アム・カイザーシュトゥール
ヴィール・アム・カイザーシュトゥール（Wyhl am Kaiserstuhl, ドイツ語発音: [viːl -]）は、ドイツ連邦共和国の村。バーデン＝ヴュルテンベルク州のエメンディンゲン郡に属する。人口は約4,000人。

## 反核運動
1970年代にヴィールで原子力発電所の建設計画が立案された。これに対してヴィールの住民は隣接する大学都市フライブルクの学生や市民と共に反原子力運動を呼びかけ、1975年や1982年には2万5千人～3万人の参加する反原子発電デモを行った。その結果として、バーデン＝ヴュルテンベルク州の政府は原子炉建設計画を放棄し、ヴィールはドイツの反核運動に於いて初の成功のシンボルとなった。この出来事により、南西バーデン＝ヴュルテンベルク（フライブルクとその近郊）はドイツの環境運動や緑の党の牙城となったのである。

## 引用
1. ↑  Statistisches Landesamt Baden-Württemberg – Bevölkerung nach Nationalität und Geschlecht am 31. Dezember 2023 (CSV-Datei)